# سميرة جاسم
سميرة أحمد جاسم العزاوي أو سميرة جاسم ولدت عام 1958  ومعروفة بلقب "أم المؤمنين" يدعي أنها عملت مع المجاهدين من جماعة أنصار السنة في منطقة "ديالي". أودعت سميرة جاسم في السجن من قبل قوات الأمن العراقية منذ 21 يناير 2009، ويدعي أنها اعترفت، في فيديو مسجل لها أنها قامت بتجنيد انتحاريين محتملين وساعدتهم في تنفيذ الهجمات. بالإضافة إلى ذلك اعترفت سميرة في مقابلة مع وكالة الانباء كيف كانت هي و المتمردون يستخدمون الاغتصاب كوسيلة لتجنيد انتحاريات ضحايا الاغتصاب وزعموا لاقناعهن أن الطريق لتطهير أنفسهن هي العمليات الانتحارية.